# Ducado de Wellington
El ducado de Wellington, derivado de Wellington en Somerset, Inglaterra, es un título nobiliario hereditario británico. El primer duque fue Arthur Wellesley (1769-1852), el famoso general y estadista británico nacido en Irlanda que, junto con Blücher, derrotó a  Napoleón en la batalla de Waterloo. Por tanto, generalmente cuando se hace referencia al primer duque de Wellington (sin especificar la partícula nobiliaria) se refieren a Arthur  Wellington.

## Historia

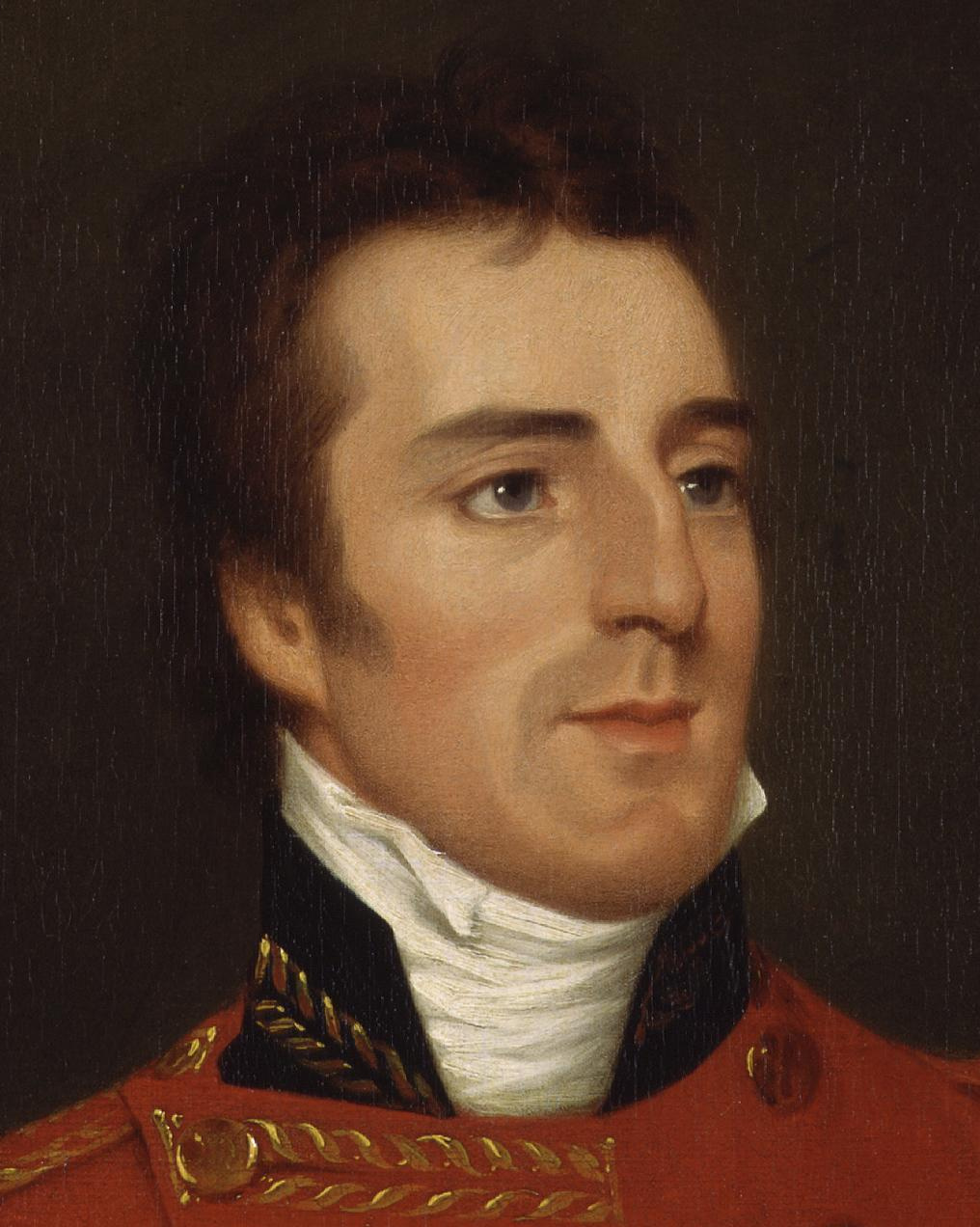
Arthur Wellesley, primer duque de Wellington.

Los títulos de duque de Wellington y marqués Douro fueron concedidos al mariscal Arthur Wellesley el día 11 de mayo de 1814 por el rey Jorge III. 
Al ducado de Wellington van ligados los títulos de: 
- Nobleza del Reino Unido: Marqués de Wellington (1812), Marqués Douro (1814), Conde de Wellington (1812) y Barón Douro (1809).
- Nobleza de Irlanda: Vizconde Wellesley (1760, heredado en 1863) y Barón y Conde de Mornington (1746 y 1760, heredados en 1863).

Además, al primer duque le fueron concedidos de forma honorífica, por vencer al ejército de Napoleón en varias batallas de la guerra de la Independencia española (en España y Portugal) y en la batalla de Waterloo (en la actualidad en territorio belga), los títulos de príncipe de Waterloo (1815, del reino de los Países Bajos de la dinastía de Orange), duque de Ciudad Rodrigo (1812, reino de España), duque de Vitória (1812, reino de Portugal), marqués de Torres Vedras (1812, Portugal) , conde de Vimeiro (1811, Portugal) y vizconde de Talavera (1812, España).
La sede tradicional de la casa Wellesley es Stratfield Saye cerca de Basingstoke en Hampshire. También Apsley House en Londres W1, pertenece al organismo público English Heritage, aunque la familia mantiene un apartamento allí.

## Duques de Wellington
|                                        | Titular                                                 | Período                                |
| Creación por Jorge III del Reino Unido | Creación por Jorge III del Reino Unido                  | Creación por Jorge III del Reino Unido |
| -------------------------------------- | ------------------------------------------------------- | -------------------------------------- |
| I                                      | Arthur Wellesley, I duque de Wellington(1769-1852)      | 1814-1852                              |
| II                                     | Arthur Wellesley, II duque de Wellington (1807-1884)    | 1852-1884                              |
| III                                    | Henry Wellesley, III duque de Wellington (1846-1900)    | 1884-1900                              |
| IV                                     | Arthur Wellesley, IV duque de Wellington (1849-1934)    | 1900-1934                              |
| V                                      | Arthur Wellesley, V duque de Wellington (1876-1941)     | 1934-1941                              |
| VI                                     | Henry Wellesley, VI duque de Wellington (1912-1943)     | 1941-1943                              |
| VII                                    | Gerald Wellesley, VII duque de Wellington (1885-1972)   | 1943-1972                              |
| VIII                                   | Arthur Wellesley, VIII duque de Wellington (1915- 2014) | 1972-2014                              |
| IX                                     | Charles Wellesley, IX duque de Wellington (1945)        | 2015-presente                          |

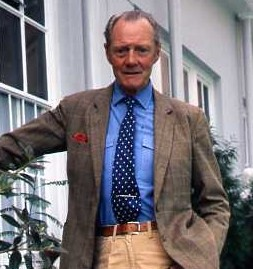
El viii duque de Wellington (KG) en 1986

El actual titular es el hijo de Charles Wellesley OBE, IX duque de Wellington, duque de Ciudad Rodrigo, marqués Douro etc. (nacido el 19 de agosto de 1945).